# Buick Velite 6
Buick Velite 6 (кит. 微蓝) — компактный лифтбек, выпускающийся с 2019 года подразделением Buick компании General Motors. 

## История
Velite 6 дебютировал в 2016 году. В апреле 2018 года были представлены две серийные модели: электромобиль и подзаряжаемый гибрид. Серийная версия Buick Velite 6 дебютировала в апреле 2019 года на Шанхайском автосалоне. Изначально выпускался только электромобиль, а с июля 2020 года выпускается также гибридный автомобиль.
Velite 6 выпускается в комплектациях Entry, Middle и Luxury. Режимы вождения — Standart, Sport и Economy. Также имеется три уровня утилизации энергии.

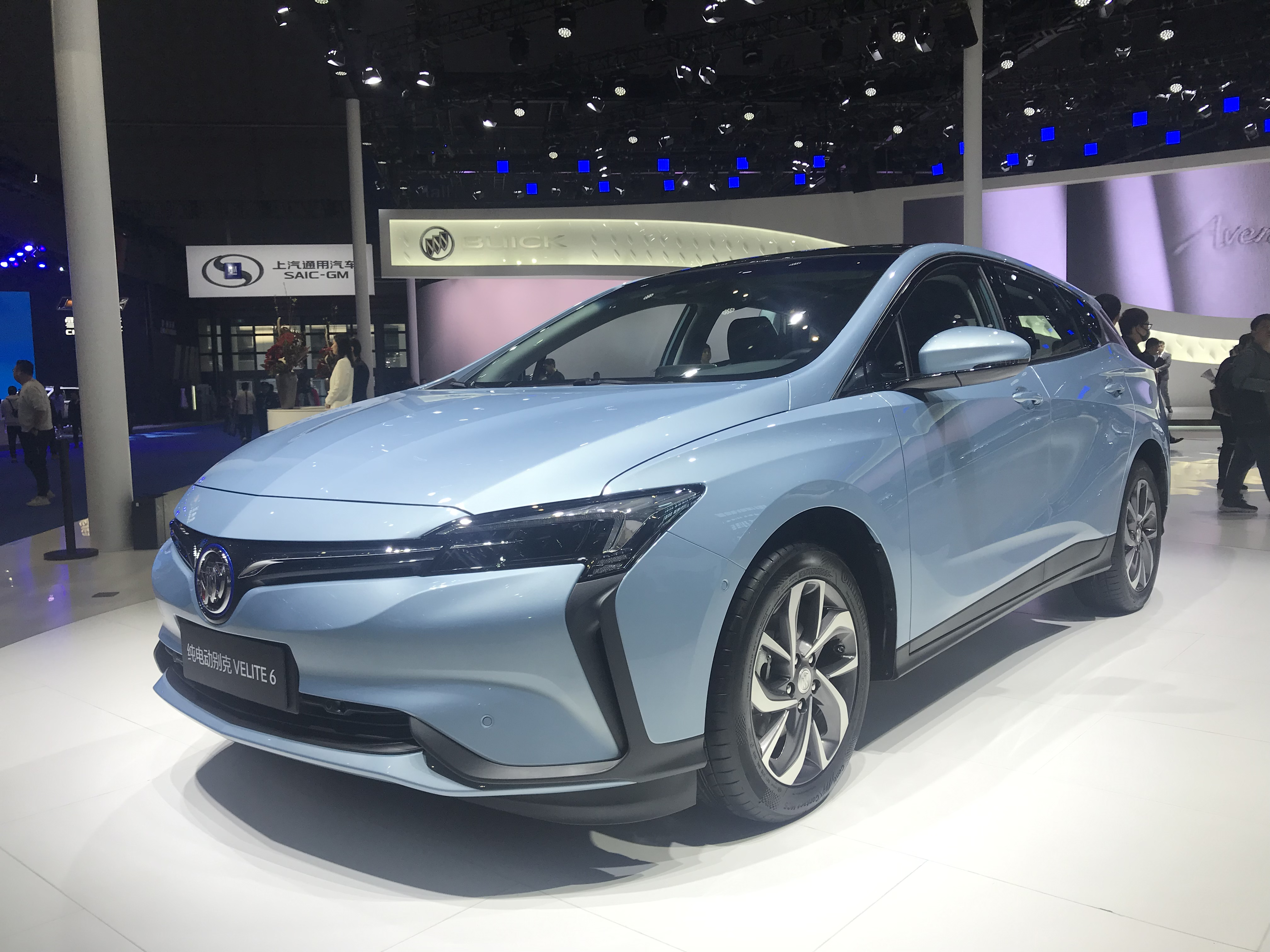
Вид спереди
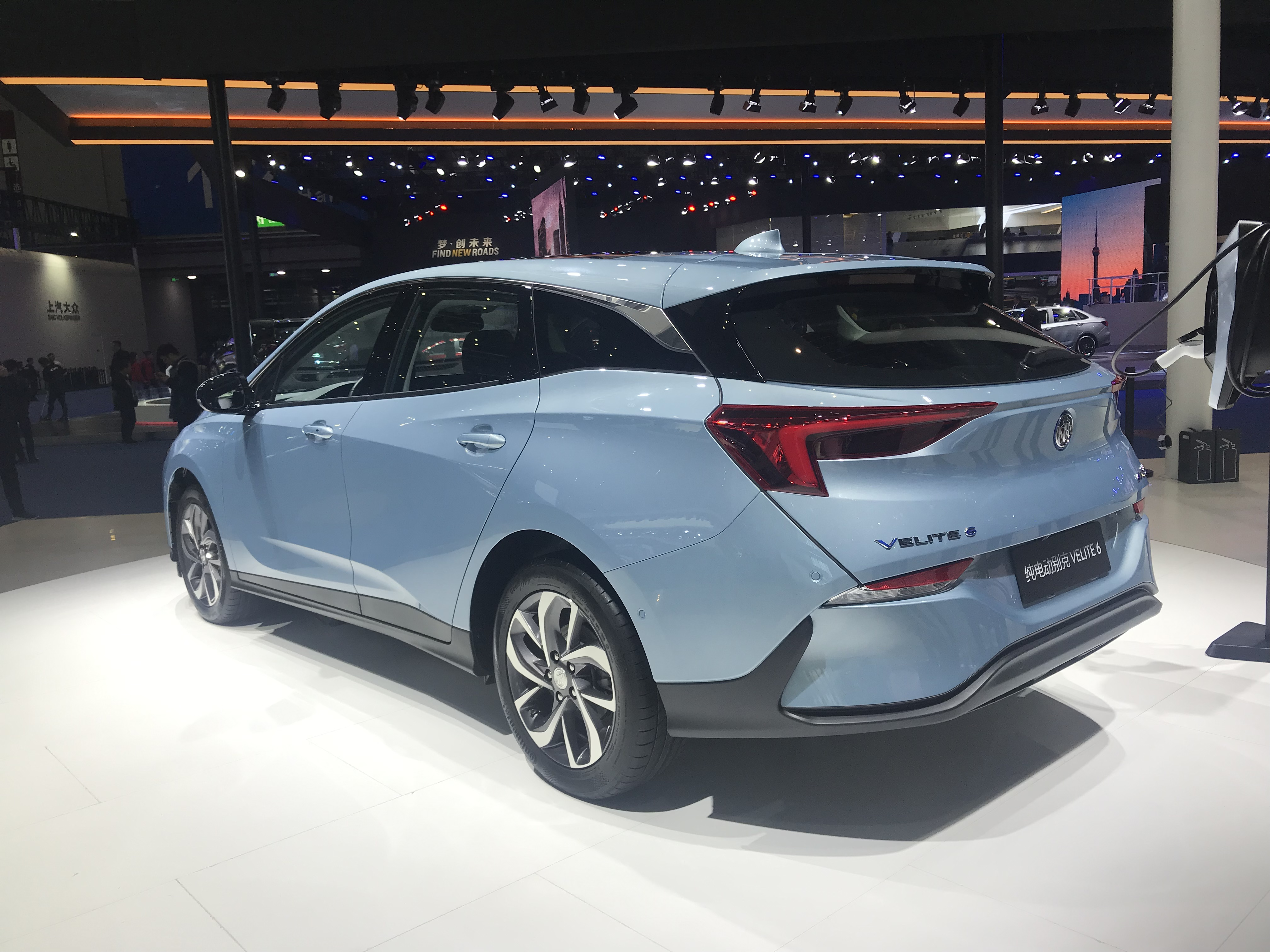
Вид сзади

## Velite 6 Plus
Buick Velite 6 Plus был представлен в октябре 2019 года. Он оснащён аккумулятором ёмкостью 52,5 кВт·ч с запасом хода до 410 км по циклу NEDC. Мощность двигателя составляет 110 кВт (148 л. с.), а крутящий момент — 350 Н·м.

## Velite 6 EV (2022)
Buick Velite 6 EV был представлен в ноябре 2021 года. Ёмкость аккумулятора увеличена до 61,1 кВт·ч, а запас хода — до 518 км по циклу NEDC. Мощность двигателя была увеличена до 130 кВт (174 л. с.). Также была внедрена информационно-развлекательная система Buick eConnect с 10-дюймовым экраном. Изменения коснулись колёсных дисков, радиаторной решётки и переднего бампера.

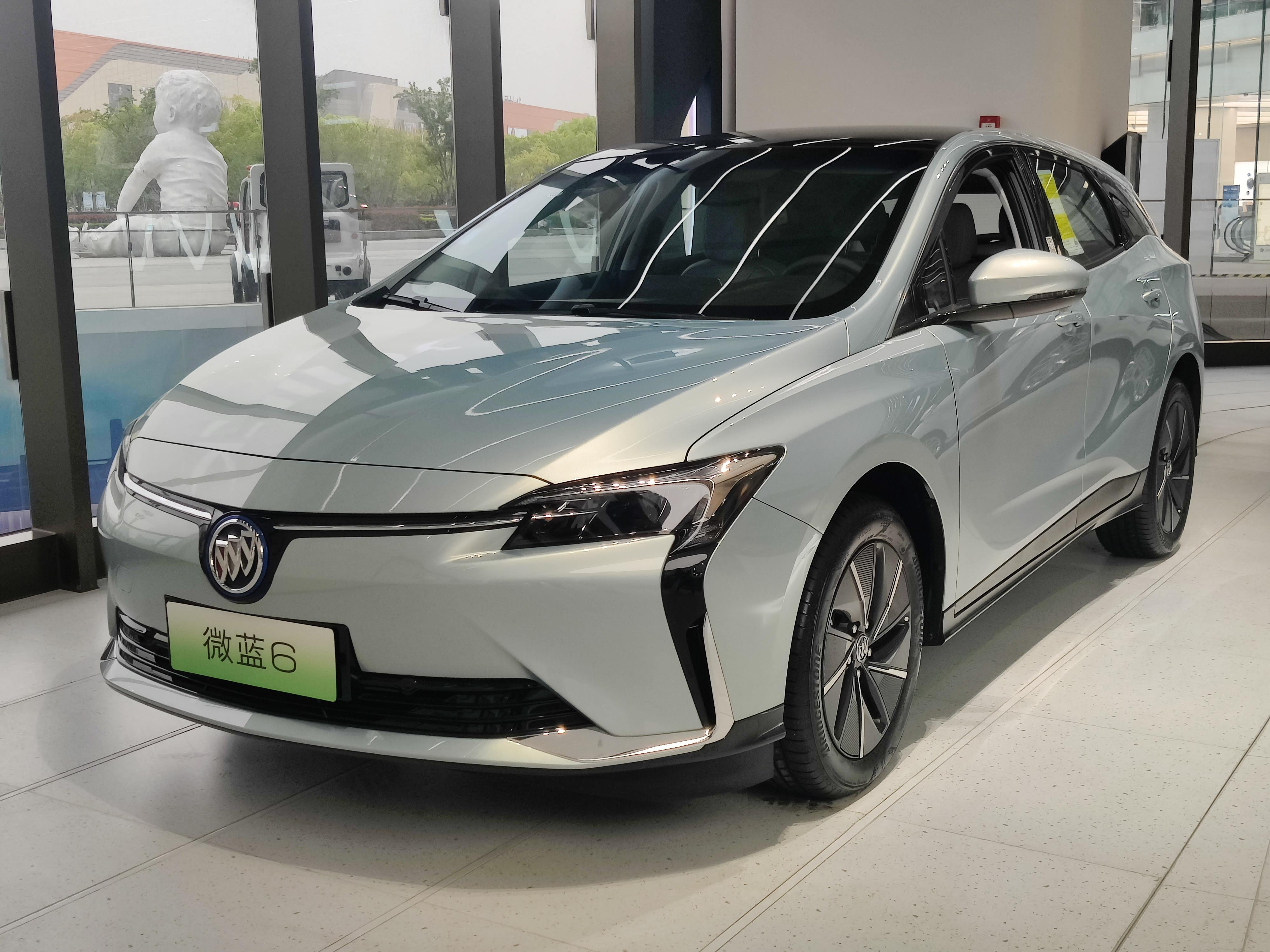
Вид спереди
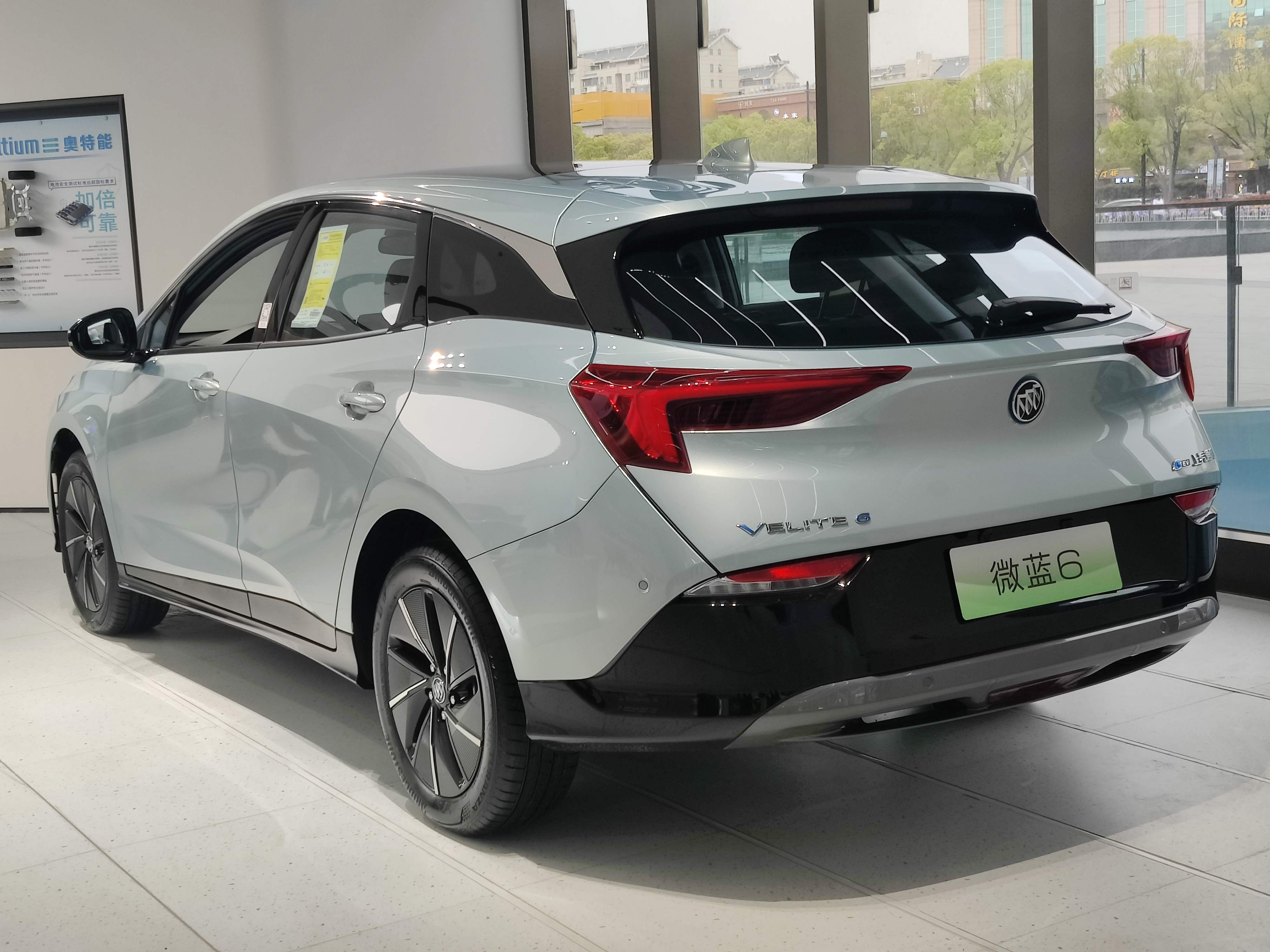
Вид сзади

## Velite 6 PHEV
Buick Velite 6 PHEV оснащён 1,5-литровым двигателем внутреннего сгорания мощностью 72 кВт (97 л. с.) и электродвигателем мощностью 80 кВт (107 л. с.). Суммарная мощность составляет 135 кВт (181 л. с.), а суммарный крутящий момент — 380 Н·м. При ёмкости аккумулятора 9,5 кВт·ч запас хода на электричестве составляет 60 км, а общий запас хода — 780 км. Также имеется режим «блокировки», который поддерживает автомобиль на гибридной мощности для максимального запаса хода.

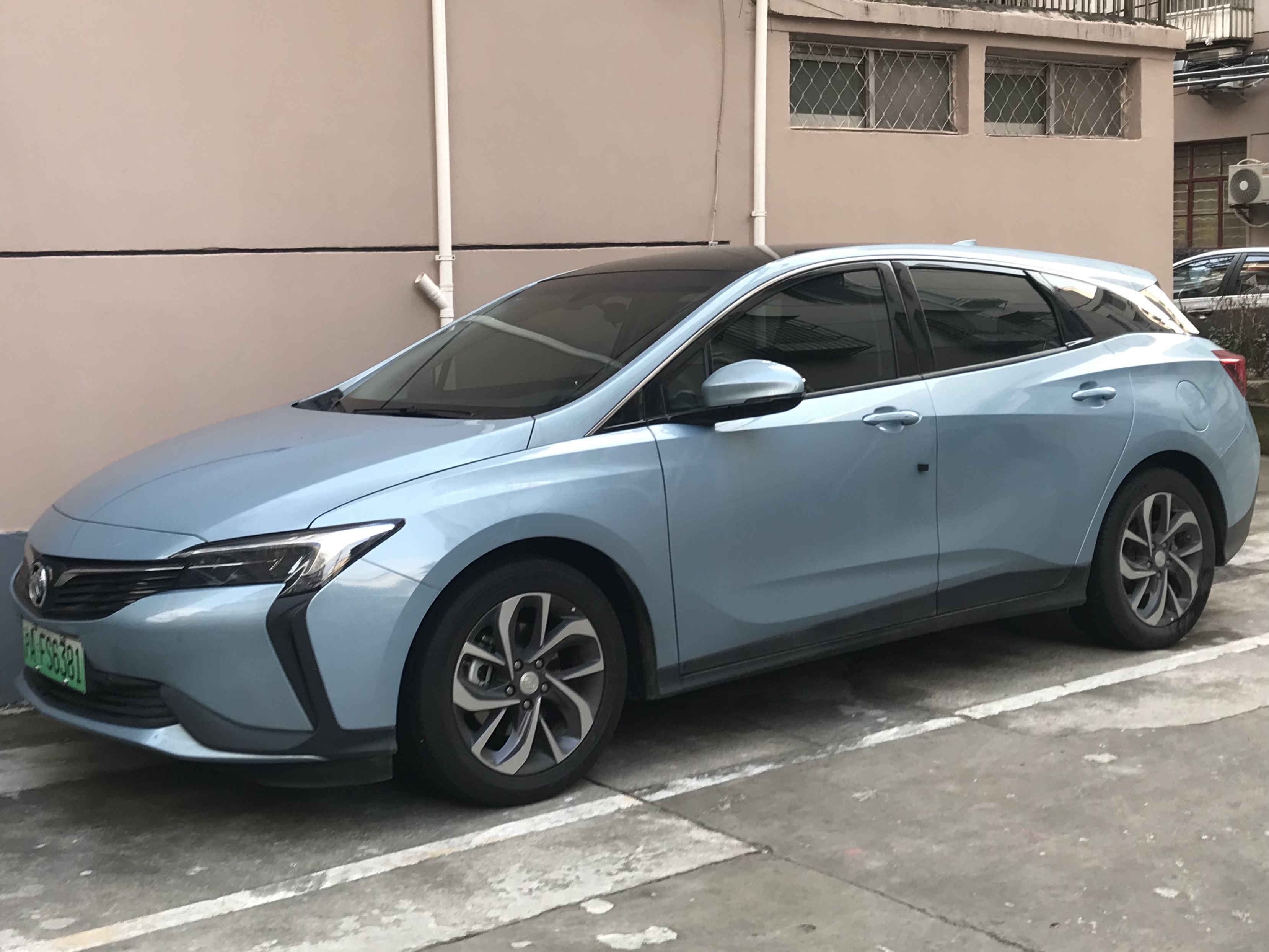
Вид спереди
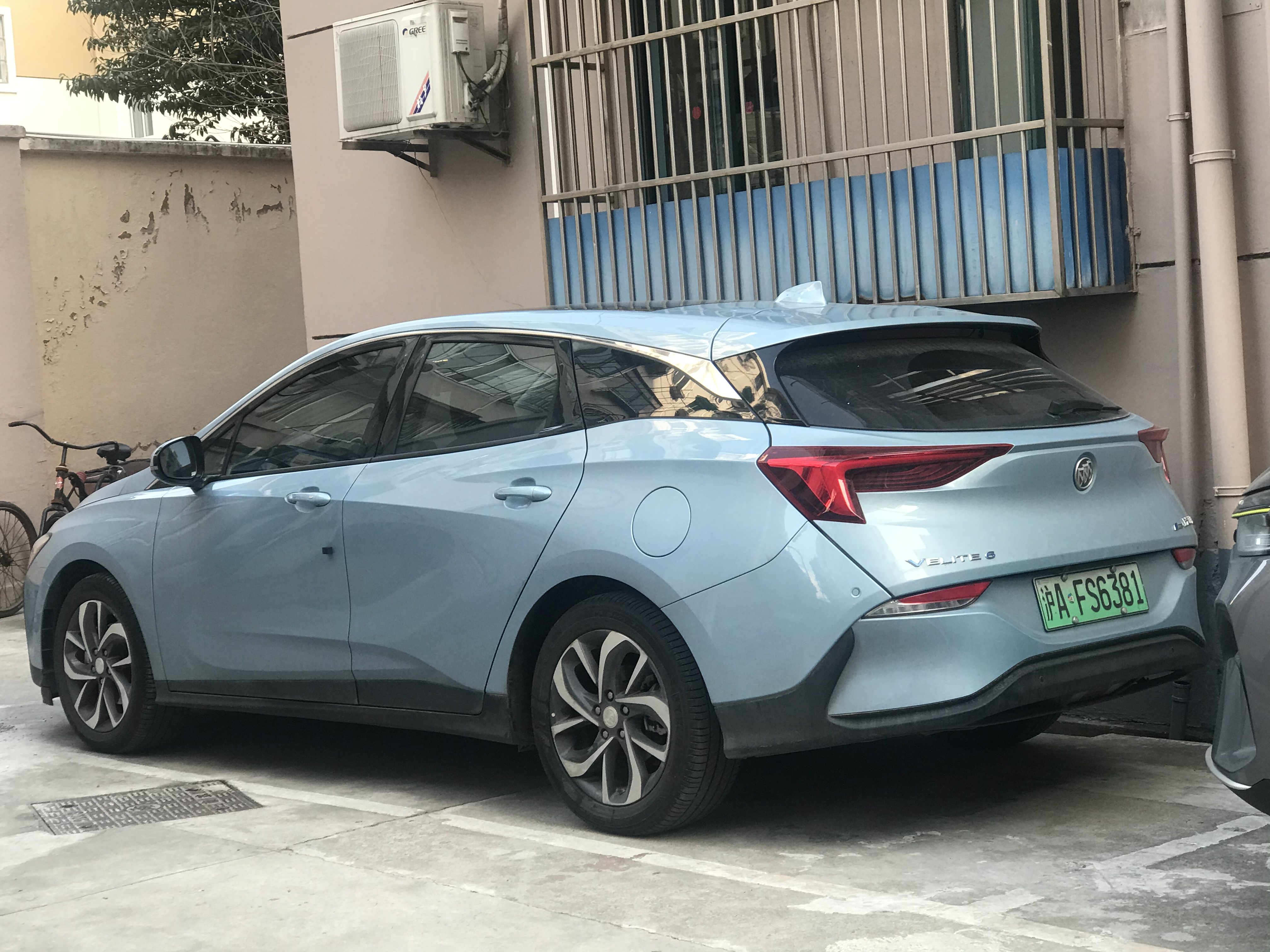
Вид сзади